# HMS Lark (U11)
Pour les autres navires du même nom, voir HMS Lark.
Le HMS Lark est un sloop britannique, de la classe Black Swan modifiée, qui participa aux opérations navales contre la Kriegsmarine (marine Allemande) pendant la seconde Guerre mondiale.

## Construction et conception
Le Lark est commandé le 27 mars 1941 dans le cadre de programmation de 1940 pour le chantier naval de Scotts Shipbuilding and Engineering Company à Greenock sur la Clyde (Écosse). La pose de la quille est effectuée le 5 mai 1942, le Lark est lancé le 28 août 1943 et mis en service le 10 avril 1944.
Il a été adopté par les communautés civiles de Billericay dans l'Essex, dans le cadre de la Warship Week (semaine des navires de guerre) en 1942.
Les sloops de la classe Black Swan ont fait l'objet de nombreuses modifications au cours du processus de construction, à tel point que la conception a été révisée, les navires ultérieurs (du programme de 1941 et suivants) étant décrits comme la classe Black Swan modifiée. Bien que Wren ait été fixé selon la conception originale, elle a été achevée plus tard que certains des navires de classe modifiés, et avec les modifications apportées lors de sa construction, il était impossible de les distinguer des navires modifiés de Black Swan .
La classe Black Swan modifiée était une version élargie et mieux armé pour la lutte anti-sous-marine de la classe Black Swan, elle-même dérivée des sloops antérieurs de la classe Egret. L'armement principal se composait de six canons antiaériens QF 4 pouces Mk XVI dans trois tourelles jumelles, de 6 Canons jumelés de 20 mm Oerlikon Anti-aérien, de 4 canons de 40 mm pom-pom. L'armement anti-sous-marin se composait de lanceurs de charges de profondeur avec 110 charges de profondeur transportées. Il était aussi équipé d'un mortier Hedgehog anti-sous-marin pour lancer en avant ainsi qu'un équipement radar pour le radar d'alerte de surface type 272, et le radar de contrôle de tir type 285,.

## Historique
À la fin de ses préparatifs à Tobermory, le Lark est déployé pour la défense des convois pour le Western Approaches Command.
Puis en mai et juin 1944, il fait partie du 114e Groupe d'escorte 114 avec le sloop HMS Crane, le destroyer HMS Blankney et les frégates HMS Chelmer et HMS Torrington pour l'escorte des convois d'assaut lors du débarquement allié en Normandie durant l'opération Neptune.
Puis il est affecté pour la protection des convois de l'arctique (convois JW61 à JW64 et RA61 à RA64) pour alimenter le front russe via la baie de Kola.
Le 17 février 1945, le U-Boot U-425 est coulé dans la mer de Barents à l'est de la péninsule de Rybatchi par des charges de profondeur du HMS Lark et de la corvette britannique HMS Alnwick Castle à la position géographique de 69° 39′ N, 35° 50′ E.
Le même jour, à 10 h 15, le sous-marin allemand U-968 tire une torpille acoustique sur un destroyer de la classe Groznyj du convoi RA64 et observe un coup au bout de 6 minutes 20 secondes. En fait, le HMS Lark est touché à l'arrière au nord-est de Mourmansk à la position géographique de 69° 30′ N, 34° 33′ E, remorqué dans la baie de Kola et échoué près du Rosta.
Il y est finalement désarmé, devant l'impossibilité de le remorquer au Royaume-Uni. En juin 1945, la carcasse dont la plupart des équipements ont été retirés a été remise à la marine soviétique. Des rapports d'après-guerre suggèrent qu'elle aurait pu plus tard être emmenée au service naval russe sous le nom de Neptun, mais cela n'a pas été prouvé et il est peu probable que la coque ait été reconstruite et rééquipée pour permettre une utilisation ultérieure.